# Proteorhodophytina
Proteorhodophytina, poddivizija crvenih algi s  140 priznatih vrsta. Sastoji se od četiri razreda

## Razredi
- Classis Compsopogonophyceae G.W.Saunders & Hommersand  73 vrste
- Classis Porphyridiophyceae M.Shameel 10 vrsta
- Classis Rhodellophyceae Cavalier-Smith  7 vrsta
- Classis Stylonematophyceae H.S.Yoon, K.M.Müller, R.G.Sheath, F.D.Ott & D.Bhattacharya  50 vrsta

## Vanjske poveznice
- The New Red Algal Subphylum Proteorhodophytina Comprises the Largest and Most Divergent Plastid Genomes Known